# Carlos Federico Abente
Carlos Federico Abente Bogado (Isla Valle, Areguá, Paraguay; 6 de septiembre de 1914-Buenos Aires, Argentina; 12 de julio de 2018) fue un liricista, poeta y médico paraguayo, autor de la letra de la canción «Ñemitỹ» («Siembra»). Afincado en Argentina, fue cofundador de Policlínica Privada, y AMSA Asistencia Médica SA, empresas pioneras en seguros de salud integrados y medicina prepaga.
Fue honrado con tres condecoraciones de la Orden Nacional del Mérito del gobierno de Paraguay. Era nieto del poeta español radicado en Paraguay, Victorino Abente y Lago.

## Primeros años y educación
Fue hijo de Juana Deolina Bogado e Isidro Julián Abente. A los siete años se mudó a Formosa, Argentina, con su madre y su padrastro Florentino Cirez Parajón. Allí cursó la escuela primaria. De 1929 a 1934 fue interno de La Fraternidad y estudió en el Colegio del Uruguay Justo Jose de Urquiza, de Concepción del Uruguay. Estudió medicina en la Universidad de Buenos Aires, egresando como Doctor en Medicina en 1942. Para mantenerse durante sus estudios trabajó como repartidor de diarios y sparring de boxeadores.

## Carrera
Radicado en Buenos Aires, desarrolló su carrera profesional como cirujano y empresario de la salud. Fue cirujano en la Sala 5 del Hospital Municipal Alvear, cuyo Jefe era el cirujano profesor Julio Diez. Abente ingresó al Hospital Alvear como practicante en 1937 y se jubiló en 1969 con título de Médico Honorífico. Comenzó como empresario en sociedad con Simón Israelit, su compañero del Colegio del Uruguay, adquiriendo el Sanatorio Sarmiento, con préstamos de amigos y familiares, en 1953. Al poco tiempo fundaron Policlínica Privada. En 1964 fundaron Asistencia Médica Sociedad Anónima AMSA, la primera empresa de medicina pre paga de Argentina.
Su primera letra de guarania fue «Islaveña», para la música de Prudencio Giménez. Abente conoció por casualidad a Giménez cerca de su pensión de estudiante en Buenos Aires, y pasó a ser su introducción a la comunidad de músicos paraguayos.
A comienzos de la década de 1940, cuando aún era estudiante de medicina, conoció al músico y compositor José Asunción Flores, con quien entabló una amistad. Juntos compusieron la canción «Ñemitî», que se convertiría en una pieza emblemática para el pueblo paraguayo. Toda la obra de Flores, incluida esta canción, fue prohibida en épocas de represión política.
Publicó cuatro libros de poesía, más una antología, en guaraní y español.
Tuvo grandes amistades entre la comunidad de músicos y literarios paraguayos en Buenos Aires, muchos de ellos exiliados políticos, incluyendo Augusto Roa Bastos, Sila Godoy, Mauricio Cardozo Ocampo, Hérib Campos Cervera, Emilio Vaesken y Severo Rodas. Roa Bastos dijo en el prólogo de Che kirîrî asapunkái haguâ: «A este hombre formado en el sufrimiento de sus semejantes a los que ha dedicado su ciencia y sus desvelos, la poesía le ha dado un refugio que es a la vez presagio y memoria; a este hombre cortado de su pueblo y que ha vivido en exilio durante casi toda una vida, la poesía le ha permitido vivirla toda entera en la verdadera patria que es la lengua natal».

## Vida personal
Estaba casado con Eva García Parodi, con quien tuvo tres hijos: María Estela, María Eva, y Carlos Ramón. Vivió con su esposa en Buenos Aires. Prudencio Giménez compuso una de sus más conocidas obras para arpa, «Caturi Abente» al nacimiento de María Estela.

## Muerte
Falleció a la edad de 103 años en Argentina.

## Obras

### Canciones
Letra con música de Prudencio Gimenez
- «Islaveña»

Letra con música de José Asunción Flores:
- «Ñemitî», 1944.
- «Guayraū», 1949.

### Poesía
Poemarios:
- Che kirîrî asapunkái haguâ (Para gritar mi silencio), Editora Litocolor, Asunción, Paraguay, 1990.
- Kirīrī sapukái, 1995.
- Sapukái, Poesias inocentes, Editora Litocolor, Asunción, Paraguay, Imprenta Editorial Arte Nuevo, Asunción, Paraguay, 1997.
- Sapukái Sumu (Grito del trueno), Editora Litocolor, Asunción, Paraguay.

Antología
- Ñemitî, Editada por Mario Rubén Álvarez, Editorial Servilibro, Madrid, España, 2009.

## Reconocimientos
Condecoraciones del gobierno de Paraguay:
- Gran Maestre de la Orden Nacional del Mérito, con grado de Oficial, impuesta por el presidente de la República de Paraguay, Juan Carlos Wasmosy, 1997
- Orden Nacional del Mérito, grado Don José Falcon, 2005
- Orden Nacional del Mérito, grado Gran Cruz

Presidente honorario de la Asociación Cultural Guarani'a, Paraguay, 1991.
El Congreso de la Nación de Paraguay editó un libro conmemorativo con su historia profesional, personal y familiar: Carlos Federico Abente, El sembrador de Poesía.